# 阿出川輝雄
阿出川 輝雄（あでがわ てるお、1943年1月10日 - ）は、東京都出身のプロサーファー。愛称は「テッド」。元日本スケートボード協会理事長。一般社団法人日本障害者サーフィン協会(現一般社団法人パラサーフィン協会)初代代表理事。日本サーフィン界では「レジェンド」の異名を持つ。
日大豊山高校から日本大学芸術学部に進み、在学中カリフォルニアに渡りサーフィンと出会う。当時、日本ではサーフィン文化は根付いていなかった時期であり、ノウハウを持ち帰って帰国後、米兵や日系人サーファーからサーフボードの作り方などを教わり、神田でサーフショップ「TED'S」を開いた。
その後、湘南でテストを行い、全国で普及活動を開始。多くのビルダー及びライダーを抱え、1965年には日本サーフィン連盟東京支部に第1号登録。
1973年、千葉県夷隅郡岬町（現いすみ市）に移転。
また、この頃には雑誌「POPEYE」などでコラムを開始。読者にサーフィンの楽しさをアピールしてサーフィンブームの火付け役となった。
現在はTED'S会長としていまなおサーフィン普及に努めている。
長男である阿出川潤はプロカイトボーダーで、パタゴニアアンバサダー。現在は九十九里でサーフショップを営む。
2003年、60歳の時に脳内出血で倒れ、右半身が不自由になる。医師から「もう歩けない」と言われたが、歩く練習を続け、補助なしでも歩けるまで回復した。ハワイで感銘を受けた障害者サーフィンを広めようと一般社団法人日本障害者サーフィン協会(現一般社団法人パラサーフィン協会)を設立。初代代表理事に就任。
2018年5月18日には、国内で初めてとなる身体障害者を対象としたサーフィン大会を太東海水浴場（千葉県いすみ市）で主催。半身不随や足の切断などの障害がある選手8人が参加。
2020年東京五輪の聖火リレーの聖火ランナーに選ばれるもの、新型コロナウイルスの感染拡大防止のため、公道のリレーは中止。2021年7月1日に山武市内の特設会場で行われたセレモニーに参加した。
マイク眞木は大学時代からの後輩で親交が深い。